# Astrup (Hjørring Kommune)
 For alternative betydninger, se Astrup. (Se også artikler, som begynder med Astrup)
Astrup er en lille by i Vendsyssel med 526 indbyggere  (2024), beliggende i Astrup Sogn. Byen ligger i Hjørring Kommune og hører til Region Nordjylland.
Astrup var lokalcenter for den nordvestlige del af den tidligere Sindal Kommune. Byen ligger i grønne omgivelser med gode muligheder for naturoplevelser, tæt ved Bøgsted Skov og flere fredede områder, 9 kilometer fra Hjørring og 7 kilometer fra Sindal.
Astrup er tidligere udnævnt som Årets børneby i Nordjylland, og i kraft af det store frivillige arbejde, som næsten alle byens borgere og interesseorganisationer yder for børn og unge i byen, afholdes der et stort antal arrangementer i løbet af året.
Byen har bl.a. følgende faciliteter:
- Astrup-Sønderskov Friskole. Tilbud for børn 0-9. klasse. Etableret 2015.
- Astrup-Sønderskov idrætsforening. Bredt tilbud til børn og voksne.
- Astrup-Sønderskov Hallen. Idrætshal, aktivitets- og samlingssted for beboere i alle aldre.
- Astrup Forsamlingshus. Samlingssted til fest og kultur.
- Astrup Kirke. Egne sognelokaler.
- Astrup Jagtforening. Jagthytte, hundetræning og flugtskydningsfaciliteter.
- Børnegården Vejlund. Kommunal vuggestue og børnehave.
- Bøgsted Plantage. Rekreativt skovområde med stier og søer.
- Cykelruter til Sindal og Hjørring.
- Det Danske Spejderkorps. Eget spejderhus og aktivitetsområde.
- Rideklubben Astrup. Ridebaner og egen ridehal.
- Shelterplads med bålplads og toilet.